# Бромат лития
Бромат лития — соль бромноватой кислоты и лития с формулой LiBrO3, бесцветное гигроскопическое вещество. Образует кристаллогидраты LiBrO3•3H2O.

## Получение
- Бромат лития получают действием бромноватой кислоты на карбонат лития:

{\displaystyle {\mathsf {Li_{2}CO_{3}+2\ HBrO_{3}\ {\xrightarrow {\ }}\ 2\ LiBrO_{3}+H_{2}O+CO_{2}\uparrow }}}
- Из водных растворов кристаллизуется в виде кристаллогидрата LiBrO3•3H2O.

## Физические свойства
Бромат лития — бесцветное вещество в виде иглообразных кристаллов, расплывается на воздухе.
Хорошо растворяется в воде: при 25°С — 60,4 вес.%.

## Химические свойства
- Бромат лития имеет свойства похожие на бромат натрия.